# Prehrštie
Prehrštie (1209 m) – szczyt w słowackiej Magurze Spiskiej. Znajduje się w zachodniej części jej grani głównej, pomiędzy szczytami Przysłop (1214 m) i Magurka (1193 m). Jest zwornikiem dla długiego grzbietu opadającego w północnym kierunku do doliny Osturniańskiego Potoku. Grzbiet ten oddziela od siebie doliny potoków Bystrá i Kremeniak (dopływy Osturniańskiego Potoku). Południowo-wschodnie stoki szczytu Priehrstie opadają do Doliny Zdziarskiej. Spływa z nich Zorický potok. 
Szczyt Prehrštie jest porośnięty lasem, ale duża część zboczy jest bezleśna, zajęta przez pola orne, łąki, polany i pastwiska miejscowości Zdziar i Osturnia. Po 1980 roku stopniowo zaprzestano rolniczego ich wykorzystywania, wskutek czego zarastają lasem. Na zdjęciach mapy lotniczej nadal jednak widoczne są duże bezleśne obszary.
Przez Prehrštie prowadzi główny szlak turystyczny Magury Spiskiej, a Priehrštie jest najwyżej położonym na nim miejscem. Stoki południowo-wschodnie (opadające do Doliny Zdziarskiej) znajdują się w strefie ochronnej TANAP-u.

## Szlak turystyczny
niebieski: Przełęcz Magurska – Spádik – Smreczyny – Bukovina – Magurka – Średnica w Zdziarze. 6.50 h